# Juliette Greco (Schauspielerin)
Juliette Greco (geborene Menke; * 24. Juni 1981 in Bremen) ist eine deutsche Theater- und Fernsehschauspielerin.

## Leben
Juliette Grecos Mutter ist Französin. Juliette ist zweisprachig aufgewachsen und absolvierte von 1997 bis 1998 eine private Gesangsausbildung. Noch während ihrer Schulzeit wurde sie Ensemblemitglied im Theater Schall und Rauch im fränkischen Pegnitz. Nach dem Abitur absolvierte sie drei Jahre lang eine Schauspielausbildung an der Akademie für Darstellende Kunst Bayern in Regensburg. Anschließend spielte sie in zahlreichen Theaterstücken und Musicals mit, unter anderem in Hildesheim und Regensburg sowie in einem Tourneetheater.
Erste Erfahrungen im Fernsehbereich sammelte sie in den Comedy-Formaten Paul Panzer präsentiert: Die unglaublichsten Geschichten und Zack! Comedy nach Maß sowie in einer Folge der Serie Alarm für Cobra 11. Von 2007 bis 2012 war sie in der Rolle der ‚Lena Öztürk geb. Bergmann‘ in der Fernsehserie Alles was zählt zu sehen, bevor sie sich mit der Geburt ihrer Tochter Luana (* 20. März 2013) für einige Monate in Babypause verabschiedete. 2013 kehrte sie als ‚Lena Öztürk‘ zu Alles was zählt zurück und blieb dieser Serie bis zur Geburt ihres Sohnes treu. Um mehr Zeit mit ihrer Familie zu verbringen, verabschiedete sie sich in ein Jahr Elternzeit, um 2019 für eine Episodenhauptrolle bei den Nachtschwestern auf den Bildschirm zurückzukehren.

## Sonstiges
Im Februar 2011 ließ sie sich nackt für eine PETA-Kampagne ablichten. Im gleichen Jahr erschien sie als Covergirl in der Oktober-Ausgabe des Playboy (als Juliette Menke). 2017 erschien sie zum zweiten Mal als Titelstar auf dem Playboy.
2017 brachte sie La Julie ihr Debütalbum auf den Markt.
Seit Januar 2013 ist sie mit dem Schauspieler Salvatore Greco verheiratet.

## Theater
- 1998: Hommage an Marlene Dietrich
- 1998: Stella
- 1999: Plaza Suite
- 1999: Kabale und Liebe
- 1999: Shopping and Fucking
- 2000: Ein Traumspiel
- 2000: Dreigroschenoper
- 2000: Geheime Freunde
- 2001: Die bitteren Tränen der Petra von Kant
- 2001: Der Theatermacher
- 2001: Das Käthchen von Heilbronn
- 2001: Der kleine Prinz
- 2002: Fräulein Julie
- 2004: Cabaret
- 2005: Carousel
- 2005: Liebe! Sünde? Vol. 2
- 2005: Die Händlerin der Worte
- 2006: Der letzte der feurigen Liebhaber
- 2007: Wunderbar
- 2021: Die Feuerzangenbowle

## Filmografie
- 2007: Paul Panzer präsentiert: Die unglaublichsten Geschichten
- 2007–2012: Alles was zählt
- 2008: Zack! Comedy nach Maß
- 2009: Alarm für Cobra 11 (200. Folge: Das Ende der Welt)
- 2010: Fisch sucht Fahrrad (Pilotfilm)
- 2010: 4 Singles
- 2010: In jeder Beziehung Pilotfilm
- 2011: Countdown – Die Jagd beginnt
- 2011: Danni Lowinski
- 2011: In jeder Beziehung
- 2013–2018: Alles was zählt
- 2019: Nachtschwestern
- 2021: Die Rosenheim-Cops (482. Folge: Der Tod ist kein Veganer)